# 弗萊明 (喬治亞州)
弗萊明（英語：Fleming）是位於美國喬治亞州利柏提縣的一個非建制地區。該地的面積和人口皆未知。

## 地理
弗萊明的座標為31°52′51″N 81°25′35″W / 31.88083°N 81.42639°W，而該地的平均海拔高度為6米（即20英尺）。